# Mick Veldheer
Mick Veldheer (* 5. April 1996 in Dirksland) ist ein niederländischer Tennisspieler.

## Karriere
Auf der ITF Junior Tour spielte Veldheer nur wenige Turniere und war nur außerhalb der Top 1000 der Junioren platziert.
Veldheer spielte ab 2018 regelmäßig Profiturniere, in dem Jahr erreichte er auch im Einzel und Doppel erstmals die Top 1000 der Weltrangliste. 2019 wurde das erfolgreichste Jahr seiner Einzelkarriere, als er auf der drittklassigen ITF Future Tour zwei Endspiele erreichte und eines davon zum einzigen Titel nutzte. Er stieg Anfang 2020 dadurch bis Platz 509 in der Einzel-Rangliste. Im Doppel triumphierte er das erste Mal 2020 bei einem Turnier, 2021 kamen zwei weitere Titel hinzu, womit er in die Top 500 des Doppels aufstieg. 2022 steigerte sich der Niederländer im Doppel deutlich und gewann sechs Futures, wodurch er das Jahr auf Rang 349 abschloss. Sein Ranking ermöglichte Veldheer 2023 erstmals häufiger Turniere der ATP Challenger Tour zu spielen, die höher dotiert sind. Mit zwei Futuretiteln am Jahresanfang kam er auf insgesamt elf Titel dieser Kategorie in seiner Karriere. Im weiteren Jahresverlauf überzeugte er auch bei Challengers. Viermal schied er erst im Challenger-Halbfinale aus, in Prag, Como und Hamburg unterlag er jeweils im Endspiel. Kurz vor Jahresende gewann er mit Filip Bergevi, mit dem er hauptsächlich Doppel spielte, das Turnier in Yokohama. Seine Platzierung im Doppel verbesserte er so innerhalb eines Jahres um 200 Plätze auf Rang 155.

## Erfolge
| Legende (Anzahl der Siege) |
| Grand Slam                 |
| ATP Finals                 |
| ATP Tour Masters 1000      |
| ATP Tour 500               |
| ATP Tour 250               |
| ATP Challenger Tour (4)    |

### Doppel

#### Turniersiege
| Nr. | Datum             | Turnier  | Belag         | Partner          | Finalgegner                           | Ergebnis           |
| --- | ----------------- | -------- | ------------- | ---------------- | ------------------------------------- | ------------------ |
| 1.  | 25. November 2023 | Yokohama | Hartplatz     | Filip Bergevi    | Ray Ho Calum Puttergill               | 2:6, 7:5, [11:9]   |
| 2.  | 20. April 2024    | Oeiras   | Sand          | Filip Bergevi    | Sergio Martos Gornés Petros Tsitsipas | 6:1, 6:4           |
| 3.  | 9. November 2024  | Helsinki | Hartplatz (i) | Filip Bergevi    | Romain Arneodo Théo Arribagé          | 3:6, 7:65, [10:5]  |
| 4.  | 9. August 2025    | Bonn     | Sand          | Neil Oberleitner | Tim Rühl Patrick Zahraj               | 4:6, 7:63, [12:10] |